# 姚晉圻
姚晉圻（1857年—1916年），字彦长，号东安，湖北省黃州府羅田縣人，清朝政治人物，進士出身。
光绪十五年（1889年），乡试中举。光緒十八年（1892年），参加光緒壬辰科殿試，登進士二甲82名。同年五月，改翰林院庶吉士。光緒二十年四月，散館，著以部属用，任刑部主事，参与戊戌变法。1898年，应张之洞聘任，担任武昌两湖书院、黄州经古书院院长。1912年，担任湖北教育司司长。著作有《三家书义发微》、《春秋备疏》、《经论》、《礼经杂记》、《汉志矿地记》、《九宫随释》、《小学教育法》等。